# Championnats panaméricains juniors d'athlétisme 2015
Navigation
Ch. panaméricains juniors 2013 Ch. panaméricains juniors 2017
La 18e édition des Championnats panaméricains juniors d'athlétisme se déroule à Edmonton, Canada, du 31 juillet au 2 août 2015, au sein du Foote Field de l'université de l'Alberta.

## Résultats

### Hommes
| Épreuve                                | Or                                                                      | Or                     | Argent                                                            | Argent                 | Bronze                                                                     | Bronze               |
| -------------------------------------- | ----------------------------------------------------------------------- | ---------------------- | ----------------------------------------------------------------- | ---------------------- | -------------------------------------------------------------------------- | -------------------- |
| 100 m (vent: +0.4 m/s)                 | Reynier Mena CUB                                                        | 10 s 17                | Noah Lyles USA                                                    | 10.18                  | Christian Coleman USA                                                      | 10.32                |
| 200 m (vent: +1.3 m/s)                 | Noah Lyles USA                                                          | 20 s 27                | Reynier Mena CUB                                                  | 20.34                  | Ryan Clark USA                                                             | 20.62                |
| 400 m                                  | Jamal Walton CAY                                                        | 46 s 09                | My'Lik Kerley USA                                                 | 46.33                  | Renardo Wilson JAM                                                         | 46.59                |
| 800 m                                  | Carlton Orange USA                                                      | 1 min 48 s 06          | Robert Heppenstall CAN                                            | 1:48.70                | Robert Ford USA                                                            | 1:48.90              |
| 1 500 m                                | Blake Haney USA                                                         | 3:56.49                | Brandon Pollard USA                                               | 3:56.51                | Rodrigo Silva BRA                                                          | 3:56.73              |
| 5 000 m                                | Matthew Maton USA                                                       | 14:20.58               | Cerake Geberkidane USA                                            | 14:28.45               | Daniel Ferreira do Nascimento BRA                                          | 14:31.81             |
| 10 000 m                               | Connor Hendrickson USA                                                  | 30:46.66               | Vidal Basco BOL                                                   | 30:50.08               | Chase Weaverling USA                                                       | 30:53.13             |
| 3 000 m steeple                        | Bailey Roth USA                                                         | 9:02.45                | Nicolas Antonio Silva BRA                                         | 9:13.44                | Tyler Ranke USA                                                            | 9:16.44              |
| 110 m haies (99.0 cm) (vent: +1.2 m/s) | Misana Viltz USA                                                        | 13.30                  | Roger Iribarne CUB                                                | 13.32                  | Ricardo Torres PUR                                                         | 13.49                |
| 400 m haies                            | Norman Grimes USA                                                       | 50.10                  | Kenny Selmon USA                                                  | 50.29                  | Marvin Williams JAM                                                        | 50.44                |
| Saut en hauteur                        | Randall Cunningham USA                                                  | 2.16m                  | Luis Zayas CUB                                                    | 2.16m                  | Clayton Brown JAM                                                          | 2.13m                |
| Saut à la perche                       | Paulo Benavides USA                                                     | 5,40m                  | Audie Wyatt USA                                                   | 5,35m                  | José Rodolfo Pacho ECU                                                     | 5,35m                |
| Saut en longueur                       | Juan Miguel Echevarría CUB                                              | 7.76m (w: +0.1 m/s)    | Laquan Nairn BAH                                                  | 7.65m w (w: +2.7 m/s)  | Keandre Bates USA                                                          | 7.54m (w: +1.6 m/s)  |
| Triple saut                            | Leslie Caesa CUB                                                        | 16.83m w (w: +2.1 m/s) | Lázaro Martínez CUB                                               | 16.52m w (w: +2.4 m/s) | Obrien Wasome JAM                                                          | 16.17m (w: +0.9 m/s) |
| Lancer de poids (6 kg)                 | John Maurins USA                                                        | 19.49m                 | Ayomidotun Ogundeji USA                                           | 19.20m                 | Demar Gayle JAM                                                            | 18.56m               |
| Lancer de disque (1.75 kg)             | Payton Otterdahl USA                                                    | 57.96m                 | Demar Gayle JAM                                                   | 55.98m                 | José Miguel Ballivián CHI                                                  | 54.43m               |
| Lancer de marteau (6 kg)               | Humberto Mansilla CHI                                                   | 80.21m CR              | Gabriel Kehr CHI                                                  | 74.42m                 | Joaquín Gómez ARG                                                          | 73.65m               |
| Lancer du javelot                      | Christopher Mirabelli USA                                               | 72.63m                 | Anderson Peters GRN                                               | 72.11m                 | Curtis Thompson USA                                                        | 71.11m               |
| Décathlon (Junior)                     | Harrison Williams USA                                                   | 8037 CR WJL            | Travis Toliver USA                                                | 7346                   | Nathaniel Mechler CAN                                                      | 7045                 |
| 10000 m                                | César Rodríguez PER                                                     | 42:12.81               | Diego Fernando Cuéllar COL                                        | 43:04.31               | Óscar Armando Menjívar ESA                                                 | 44:31.74             |
| 4 x 100 m                              | Jamaïque Seanie Selvin Shivnarine Smalling Hujaye Cornwall Xandre Blake | 40.15                  | Bahamas Javan Martin Janeko Cartwright Ian Kerr Kendrick Thompson | 40.32                  | Trinité-et-Tobago Francis Louis Joash Huggins Corey Stewart Nathan Farinha | 40.50                |
| 4 x 400 m                              | États-Unis Quintaveon Poole Wiliam Allen Norman Grimes My'Lik Kerley    | 3:07.07 WJL            | Jamaïque Ivan Henry Marvin Williams Demar Weller Renardo Wilson   | 3:08.23                | Canada Daniel Brady Matthew Bedard Ramzi Abdullahi Matthew Leliever        | 3:09.91              |

### Femmes
| Event                        | Or                                                              | Or                     | Argent                                                                   | Argent                  | Bronze                                                                | Bronze                 |
| ---------------------------- | --------------------------------------------------------------- | ---------------------- | ------------------------------------------------------------------------ | ----------------------- | --------------------------------------------------------------------- | ---------------------- |
| 100 m (vent: -0.6 m/s)       | Khalifa St. Fort TTO                                            | 11.31                  | Aleia Hobbs USA                                                          | 11.50                   | Teahna Daniels USA                                                    | 11.54                  |
| 200 m (vent: +1.7 m/s)       | Deanna Hill USA                                                 | 23.18                  | Vitória Cristina Rosa BRA                                                | 23.42                   | Sada Williams BAR                                                     | 23.49                  |
| 400 m                        | Kendra Clarke CAN                                               | 52.55                  | Sada Williams BAR                                                        | 52.75                   | Kendall Ellis USA                                                     | 52.81                  |
| 800 m                        | Raevyn Rogers USA                                               | 2:04.62                | Priscilla Morales PUR                                                    | 2:08.46                 | Evelyne Guay CAN                                                      | 2:08.52                |
| 1 500 m                      | Kate Murphy USA                                                 | 4:21.36                | Arlety Thaureaux CUB                                                     | 4:22.79                 | Sarah Feeny USA                                                       | 4:23.21                |
| 3 000 m                      | Erin Dietz USA                                                  | 9:37.51                | Mirelle Martens CAN                                                      | 9:41.20                 | Saida Meneses PER                                                     | 9:43.91                |
| 5 000 m                      | Rachael Reddy USA                                               | 16:23.35 CR            | Anne-Marie Comeau CAN                                                    | 16:35.38                | Caroline Alcorta USA                                                  | 16:48.48               |
| 3 000 m steeple              | Charlotte Prouse CAN                                            | 10:12.44               | Hannah Christen USA                                                      | 10:24.32                | Alexandra Harris USA                                                  | 10:31.79               |
| 100 m haies (vent: -1.7 m/s) | Dior Hall USA                                                   | 13.20                  | Maribel Vanesa Caicedo ECU                                               | 13.45                   | Daeshon Gordon JAM                                                    | 13.70                  |
| 400 m haies                  | Anna Cockrell USA                                               | 57.10                  | Taysia Radoslav CAN                                                      | 59.08                   | Tia-Adana Belle BAR                                                   | 1:00.03                |
| Saut en hauteur              | Vashti Cunningham USA                                           | 1.96m CR =WYR =WJL     | Ximena Esquivel MEX                                                      | 1.83m                   | Ana Paula Oliveira BRA                                                | 1.80m                  |
| Saut à la perche             | Robeilys Peinado VEN                                            | 4.10m                  | Sara Kathryn Stevens USA                                                 | 4.00m                   | Juliana Menis Campos BRA                                              | 4.00m                  |
| Saut en longueur             | Samiyah Samuels USA                                             | 6.23m (w: +0.3 m/s)    | Courtney Corrin USA                                                      | 6.13m (w: +0.0 m/s)     | Letícia Oro Melo BRA                                                  | 6.05m (w: +0.3 m/s)    |
| Triple saut                  | Núbia Soares BRA                                                | 14.16m w (w: +3.0 m/s) | Liadagmis Povea CUB                                                      | 14.08m CR (w: +0.0 m/s) | Chinne Okoronkwo USA                                                  | 12.83m w (w: +2.1 m/s) |
| Lancer du poids              | Raven Saunders USA                                              | 18.27m CR              | Portious Warren TTO                                                      | 15.57m                  | Sophia Rivera USA                                                     | 15.34m                 |
| Lancer du disque             | Josephine Natrasevchi USA                                       | 52.60m                 | Lloydricia Cameron USA                                                   | 51.98m                  | Shanice Love JAM                                                      | 51.52m                 |
| Lancer du marteau            | Haley Showalter USA                                             | 58.45m                 | Lena Giger USA                                                           | 57.99m                  | Mayra Gaviria COL                                                     | 57.78m                 |
| Lancer du javelot            | Yuleimis Aguilar CUB                                            | 63.86m WJR CR          | Estefany Chacón VEN                                                      | 53.73m                  | Eloah Scramin BRA                                                     | 53.38m                 |
| Heptathlon                   | Ashtin Zamzow USA                                               | 5462                   | Fiorella Chiappe ARG                                                     | 5313                    | Ayesha Champagnie JAM                                                 | 5245                   |
| 10 000 m marche              | Stefany Coronado BOL                                            | 47:05.11 CR            | Karla Johana Jaramillo ECU                                               | 47:47.61                | Daniela Fernanda Pastrana COL                                         | 48:57.09               |
| 4 x 100 m                    | États-Unis Teahna Daniels Aleia Hobbs Mikiah Brisco Deanna Hill | 43.79                  | Jamaïque Kimone Hines Jonielle Smith Ashley Williams Sashalee Forbes     | 44.31                   | Bahamas Blayre Catalyn Jenae Ambrose Jerinique Brooks Keianna Albury  | 45.96                  |
| 4 x 400 m                    | États-Unis Zola Golden Olivia Baker Kendall Ellis Raevyn Rogers | 3:31.49 WJL            | Jamaïque Candice McLeod Ashley Williams Roneisha McGregor Dawnalee Loney | 3:38.77                 | Canada Erinn Stenman-Fahey Evelyne Guay Taylor Sharpe Taysia Radoslav | 3:40.00                |